# HIDEKI SAIJO CONCERT TOUR '91 FRONTIER ROAD
『HIDEKI SAIJO CONCERT TOUR '91 FRONTIER ROAD』（ヒデキ・サイジョウ・コンサート・ツアー'91フロンティア・ロード）は1991年10月2日に発売された西城秀樹のライブ・アルバム（VHS）である。

## 内容
- 1991年5月11日に東京・厚生年金会館において開催されたデビュー20周年記念コンサートの模様が収録されている。
- 織田哲郎がプロデュースを担当したオリジナル・アルバム『MAD DOG』に収録されている楽曲を中心に構成され、織田哲郎もバンド・メンバーとして参加し、リードギターを務めている。

## 収録曲
1. プロローグ
2. Workin' for Money
作詞・作曲・編曲:織田哲郎
  - 織田哲郎のカバー
3. 恋の列車はリバプール発
作詞・作曲・編曲:矢沢永吉
  - 矢沢永吉のカバー
4. 潮騒
作詞:亜蘭知子 作曲・編曲:織田哲郎
  - アルバム『MAD DOG』収録曲
5. きみの男
作詞・作曲:奥田民生 編曲:上邑博
  - アルバム『MAD DOG』収録曲
6. Bad Angel
作詞:サエキけんぞう 作曲:西村麻聡 編曲:明石昌夫
  - アルバム『MAD DOG』収録曲
7. '91メドレー
  1. ちぎれた愛
作詞:安井かずみ 作曲・編曲:馬飼野康二
  2. 激しい恋
作詞:安井かずみ 作曲・編曲:馬飼野康二
  3. 傷だらけのローラ
作詞:さいとう大三 作曲・編曲:馬飼野康二
  4. 情熱の嵐
作詞:たかたかし 作曲:鈴木邦彦 編曲:馬飼野康二
  5. 薔薇の鎖
原案:斎藤優子 作詞:たかたかし 作曲:鈴木邦彦 編曲:馬飼野康二
  6. 走れ正直者
作詞:さくらももこ 作曲・編曲:織田哲郎
  7. YOUNG MAN (Y.M.C.A.)
作詞・作曲:J.Morali-V.Willis-H.Belolo 訳詞：あまがいりゅうじ 編曲:大谷和夫
8. 悲しみのアンジー
作詞・作曲:M.Jagger-K.Richards
  - ローリング・ストーンズのカバー
9. You Give Love a Bad Name
作詞・作曲:J.Bon Jovi-Desmond Child-Richard Sambora 訳詞：あまがいりゅうじ
  - ボン・ジョヴィのカバー
10. Lost in Hollywood
作詞・作曲:R.Blackmore-R.Glover-C.Powell 訳詞：あまがいりゅうじ
  - RAINBOWのカバー
11. Mad Dog
作詞・作曲・編曲:織田哲郎
  - アルバム『MAD DOG』収録曲
12. I'll Be Holding On
作詞:Will Jennings 作曲:Hans Zimmer 訳詞：あまがいりゅうじ
  - グレッグ・オールマンのカバー
13. Rock Your Fire
作詞:サエキけんぞう 作曲・編曲:織田哲郎
14. ハッピー・エンドをぶっとばせ
作詞:小田佳奈子 作曲・編曲:寺尾広
  - アルバム『MAD DOG』収録曲
15. ナイトゲーム
作詞・作曲:E.Hamilton 訳詞:山本伊織 編曲:前田憲男
16. FRONTIER ROAD 〜 Santa Fe 〜
作詞・作曲:J.Bon Jovi 訳詞：二子信
  - ジョン・ボン・ジョヴィのカバー

## 復刻盤
- 2003年12月17日発売のDVD『THE STAGES OF LEGEND - 栄光の軌跡 -』（7枚組）の中の4枚目
- 2015年7月15日発売のDVD『THE STAGES OF LEGEND -栄光の軌跡- HIDEKI SAIJO AND MORE』（9枚組）の中の4枚目